# Buck Danny
Buck Danny is een Franco-Belgische realistische stripreeks waarin het hoofdpersonage Buck Danny, een kolonel van de Amerikaanse luchtmacht avonturen beleeft met zijn kompanen Jerry Tumbler en Sonny Tuckson. In de eerste twee albums uit de reeks speelt alleen Buck Danny zelf een rol, Tumbler en Tuckson verschijnen pas in het derde album. De belangrijkste antagonist is de mysterieuze Lady X.

## Geschiedenis
De reeks is bedacht door Georges Troisfontaines, scenarist Jean-Michel Charlier en tekenaar Victor Hubinon. Troisfontaines tekende de eerste platen van het allereerste album. Hij werkte voor de uitgeverij Dupuis en is de oprichter van World Press Agency. Het agentschap verdeelde stripverhalen aan internationale kranten en magazines. Na de dood van Hubinon nam Francis Bergèse in 1979 het tekenwerk over. Toen in 1989 ook Charlier overleed, tekende Bergèse een album naar een scenario van Jacques de Douhet, om vervolgens zelf het schrijfwerk op zich te nemen.
De eerste albums van de reeks spelen zich af op en rond de Grote Oceaan ten tijde van de Tweede Wereldoorlog. Daarna blijft er aandacht voor de actualiteit en worden historische ontwikkelingen en technologische vooruitgang in de albums naar voren gebracht. Dit doet men door bijvoorbeeld de Koreaanse Oorlog en prototype-vliegtuigen als onderwerp te behandelen.
De reeks maakt gebruik van een opschuivende tijdlijn: hoewel een tijdspanne van enkele decennia wordt overbrugd worden Buck, Sonny en Tumbler niet ouder. Wel worden ze in de eerste paar albums een keer bevorderd.
Hoewel Buck, Sonny en Tumbler luchtmachtvliegers zijn, spelen diverse verhalen zich af bij de marine. De drie vliegen vanaf vliegkampschepen met marinevliegtuigen zoals de F-14 en F-18, maar blijven trouw hun blauwe luchtmachtuniformen dragen en hun airforcerangen gebruiken. Dit komt in de realiteit amper voor. In het begin van album dertien Een vliegtuig wordt vermist gaan de personages hier kort op in.
Voor de liefhebbers is er een gebundelde reeks waarbij de clusters van verhalen (Buck Danny in de Pacific, In Korea, ...) gebundeld zijn met bijkomende informatie over het verhaal, zoals de historische feiten waarop het is gebaseerd.
Buck Danny verscheen oorspronkelijk in het stripblad Robbedoes. De strip wordt uitgegeven door Dupuis.

## Historische achtergrond
Op enkele schoonheidsfoutjes na, is het verloop van de series gelinkt aan historisch correcte en waargebeurde evenementen, of gebaseerd op situaties die dan wel realistisch of gebaseerd zijn op geschiedkundige gegevens voor het grootste deel van de reeks. Kenmerkende schoonheidsfoutjes waren dat alle Japanse gevechtsvliegtuigen aan werden geduid als "Zero's", of het nu tweedekkers dan wel monoplane toestellen betrof, of dat sommige historische figuren een ietwat andere karaktertrek of attitude vertonen. Niettemin is de achtergrond, zeker voor de eerste 6 albums, gestoeld op de waargebeurde feiten, zoals de slag om de Koraalzee, Midway en de Vliegende Tijgers. Ook voor het onderdeel van de Koreaanse Oorlog wordt met de historische context voor het overgrote deel rekening gehouden.
De verhalen tussen WOII en Korea zijn dan, net als de verhalen er na, verwijzend naar of ontleend aan geschiedkundige contexten maar met een nodige 'twist', zoals bijvoorbeeld het verhaal rond de 2 proefmodellen in "Proefmoedel FX-13", "X-15" en de meer recentere verhalen zoals 'Nacht van de slang". Scenarist Jean-Michel Charlier ondernam begin jaren 1960 een studiereis in de Verenigde Staten langs luchtmachtbasissen (Langley, Edwards) en Cape Canaveral. Hij deed er inspiratie op voor de verhalen die tussen 1962 en 1965 verschenen en verzamelde documentatie voor tekenaar Hubinon.
De auteurs waren er op gebrand om de reeks een plausibel gevoel te geven, waarbij de actualiteit of historische gebeurtenissen vaak in de verhalen werden verweven, of op zijn minst een gevoel geven dat ze heel goed gebeurd konden zijn.
Een constante die pas veel later in de reeks aan bod zou komen, is de afwezigheid van de Sovjet-Unie als tegenstander voor Danny en zijn maats. De tegenstanders zijn vaker criminele organisaties, politieke schaduwgroepen, of nietsontziende zakenlui. Deze keuze was bewust gedaan om Danny's verhalen een bredere horizon te kunnen laten bestrijken, en exotische locaties mede in het pakket op te kunnen nemen, zoals de Pacific, het Hoge Noorden of zelfs een meer nationaal gelegen operatieterrein. Pas in recentere albums kwamen de Russen aan bod, zij het dan maar zeer beperkt of slechts enkele albums.

## Karikaturiseren en racisme
Hoewel het niet aldus bedoeld was, stonden enkele elementen in de eerdere albums duidelijk als karikaturen dan wel overdreven stereotiepe representaties van een ras of groepering naar voren. Zo werden de Japanners meestal als extreem boosaardig, met fysieke kenmerken die nogal moeilijk als anders dan typische karikaturen kunnen worden beschouwd. Denken we aan overdreven vooruitstaande bovenste gebitten, de overdreven 'spleetogen', of een overduidelijk slecht zicht. Ook in de drie albums na WOII wordt de criminele organisatie geleid door een malafide Jood, genaamd Bronstein. Als gevolg hiervan gingen de auteurs voorzichtiger om met het vertegenwoordigen van andere volkeren of groeperingen zonder bepaalde historische elementen daarom te verzachten of verdoezelen.

## Belangrijkste personages

### Buck Danny
De voornaamste held van het verhaal en zelf een personificatie van wat een 'all American Hero' zou kunnen zijn: groot, blauwe ogen, blond en betrekkelijk knap. Hij is rechtuit, maar open van geest; strikt, maar niet onbereikbaar; trouw aan zijn land maar rechtschapen. Van de drie voornaamste personages gaat hij het snelst in rang vooruit, maar wordt nooit gepromoveerd tot een hogere rang dan kolonel. Hoewel in diverse albums hier gewag van wordt gemaakt dat men hem tot generaal en een hogere roeping zou willen benoemen, gebeurt dit in de praktijk nooit, vermits dit zoveel zou betekenen als dat Danny het actief vliegen op zal moeten geven.
Een doorgewinterde piloot en een geboren leider, die niets liever doet dan het recht te laten zegevieren.
Callsign (inofficieel): Targy.

### Jerry Tumbler
De antipode voor Buck Danny en een meer gedreven figuur, die eerst was bedoeld om Danny's scherpe kantjes een personificatie te geven. Waar hij eerst een hekel aan Danny had en zich vaker zonder nadenken in de vuurlinie zou gooien, komt hij al gauw tot inkeer en vormt ten dele de menselijke kant van Danny's autoriteit als leider. Draagt meestal de pet scheef op het hoofd, is in de meeste albums steevast te zien met een sigaret in de mond en spant vaak met Danny samen om het derde en jongste lid van hun trio, Sonny, voor de gek te houden. Maakt zijn opwachting in 'De Vliegende Tijgers', waar hij duidelijk laat voelen dat hij Danny's bevordering tot groepscommandant over zijn eigen hoofd als een belediging ziet en zich als 'Danny's ergste vijand' laat gelden. Wanneer Danny hem echter, ondanks diens eigen roekeloosheid, het leven redt en hem nadien inschakelt om een spionagenetwerk op te rollen, wordt hij een van Danny's beste vrienden. Na de oorlog komt hij Danny weer tegen en leggen ze samen de verdere fundamenten van een jarenlange vriendschap. In recentere albums is de rol van Tumbler gegroeid en neemt hij vaak het voortouw wanneer de situatie dit vereist. Begon als Luitenant 1e Klasse en is momenteel een majoor.
Callsign: Tumb.

### Sonny Tuckson
De jongste van het trio en ook zowat de komische noot van het drietal, zich vaak belachelijk makend door extravagante klederdracht te tooien, voertuigen die schreeuwend aandoen van lelijkheid, of zich gewoon door zijn daden tot clown van de dag bombarderen. Is vaak kop van jut voor Danny en Tumbler, of stort zich in zoveel hilarisch eindigende toestanden dat men soms zeer veel moeite heeft hem serieus te nemen. Van de drie is hij echter het felst als het op zijn trouw aankomt of zijn leven voor zijn maats in de waagschaal te werpen, zelfs wanneer de bevelen dit hem verbieden. Begint met de rang van Luitenant 2e Klasse en wordt uiteindelijk bevorderd tot kapitein, nog steeds zijn huidige rang. Een passie van Sonny is zijn voorliefde voor artistieke uitingen die de anderen niet altijd begrijpen, zoals blijkt uit de diverse livreien die hij bedenkt voor de vliegtuigen, neusbeschilderingen, of gewoonweg een schilderwerkje. In recentere jaren is dit wat geminderd tot het tooien van zijn vliegtuig met een zwarte schedel en gekruiste beenderen, en de aanduiding 'Texan Pirate'. Een incident op Le Bourget in 'Nacht Van de Slang' levert hem uiteindelijk, naar authentiek gebruik, een callsign op, welke hij, eveneens naar de traditie, uiteindelijk is gaan aanvaarden.
Callsign: Froggy.

### Admiraal Halbert 'Hal' Walker
De admiraal onder de welke Danny, Tumbler en Tuckson vanaf album 41 eigenlijk steevast gaan dienen, een oude rot in het vak die hard is voor zijn mannen, maar rechtvaardig niettemin. Vooral met Tuckson heeft hij vaak een appeltje te schillen en wanneer dit gebeurt is het meestal niet omwille van de leukste redenen. Rookt pijp en is bijna altijd vergezeld van een hond, de mopshond O'Connor.
In oudere albums is zijn karakter niettemin reeds present in andere admiraals aan boord van de vliegdekschepen waar Danny en zijn maats vanaf 'Een vliegtuig wordt vermist' op dienen, zoals Mac Mahon van de 'Valley Forge' of de ongenoemde admiraal die het bevel voert over de 'Ranger'.

### O'Connor
De mopshond van admiraal Walker die vanaf 'Operatie Apocalypsis' eveneens diens opwachting maakt. Het dier heeft een zeer excentriek karakter en heeft met Tuckson vooral een zeer erg wisselvallige relatie. Het ene moment zijn ze als kemphanen, de volgende is O'Connor ziek van heimwee als Tuckson eropuit trekt.

### Cindy MacPherson
De blonde piloot van de US Navy welke in de laatste albums vanaf 'Het Spooksquadron' haar opwachting maakt. Ze is een gepassioneerd vlieger, in de rang van Luitenant, die echter door haar kindje in de rol van spionne wordt geduwd en voor de beruchte Lady X uiteindelijk gedwongen wordt te werken. Ze is echter iemand met een gouden hart en is Danny, Tumbler en Tuckson zeer erkentelijk voor hun steun en het feit dat ze door hen tot tweemaal toe wordt gered. Met Sonny heeft ze iets dat nog het meeste lijkt op een relatie, al is dit in latere albums minder uitgesproken.
Callsign: Flare.

### Slim Holden
Een doorgewinterde US Navy piloot die een echte uitblinker is maar, in tegenstelling tot Danny, een minder berekend en getemperd karakter heeft. Houdt van stuntvliegen, maar is minder diplomatisch als leider of als mens, wat hem vaak in de problemen dreigt te brengen. Hij is trots en koppig, maar wanneer de situatie er toe roept, de juiste man op de juiste plek meer dan eens.

### Jane Hamilton / Lady X
De voornaamste antagonist in de verhalen. Ze komt voor een eerste keer ter sprake in 'Gevaar in het Hoge Noorden' en in beeld in het vervolgverhaal 'Tegen Lady X'. Doorheen de reeks bewijst Lady X zich als een ware Phoenix die er telkens in slaagt uit de dood te herrijzen en daarbij met regelmaat haar uiterlijk bij laat werken. Zo is er eerst een blondine, later een zwartharige vrouw met meer Aziatische trekken, dan een brunette met korte coupe en in de laatste verhalen uitgesproken Aziatisch en een femme fatale Haar ogen zijn eerst staalblauw, later draagt ze donkere contactlenzen. Over haar origines lopen diverse bronnen: zo is ze in haar eerste opwachting nog gewoon Jane Hamilton, een piloot met het record op haar naam om als eerste vrouw door de geluidsmuur te breken, later blijkt dat ze reeds in de oorlog tegen Japan een spionne was die haar eigen baas werd en een internationaal spionagedienst op heeft gericht die haar informatie aan de meestbiedende verkoopt, een vinger heeft in de pap van de Zuidoost-Aziatische narcotica-wereld en over zeer veel Japans oorlogsmateriaal kan beschikken, om later voldoende faam te kennen om op de radar te blijven van diverse malafide organisaties.

## Albums

### Reguliere reeks
- Jean-Michel Charlier (scenario) en Victor Hubinon (tekenaar)

| Nr. | Album                                 | Jaar | Verhaal              | Tekenaar        |
| --- | ------------------------------------- | ---- | -------------------- | --------------- |
| 1.  | De Jappen vallen aan                  | 1948 | Jean-Michel Charlier | Victor Hubinon  |
| 2.  | De geheimen van Midway                | 1948 | Jean-Michel Charlier | Victor Hubinon  |
| 3.  | De zonen des hemels                   | 1950 | Jean-Michel Charlier | Victor Hubinon  |
| 4.  | De vliegende tijgers                  | 1951 | Jean-Michel Charlier | Victor Hubinon  |
| 5.  | De zwarte draak                       | 1951 | Jean-Michel Charlier | Victor Hubinon  |
| 6.  | Aanval in Birma                       | 1952 | Jean-Michel Charlier | Victor Hubinon  |
| 7.  | De smokkelaars van de Rode Zee        | 1952 | Jean-Michel Charlier | Victor Hubinon  |
| 8.  | De woestijnrovers                     | 1952 | Jean-Michel Charlier | Victor Hubinon  |
| 9.  | (De) Petroleumgangsters               | 1953 | Jean-Michel Charlier | Victor Hubinon  |
| 10. | Testpiloten                           | 1953 | Jean-Michel Charlier | Victor Hubinon  |
| 11. | In Korea                              | 1954 | Jean-Michel Charlier | Victor Hubinon  |
| 12. | (De) Onbemande vliegtuigen            | 1954 | Jean-Michel Charlier | Victor Hubinon  |
| 13. | Een vliegtuig wordt vermist           | 1954 | Jean-Michel Charlier | Victor Hubinon  |
| 14. | Patroelje bij dageraad                | 1955 | Jean-Michel Charlier | Victor Hubinon  |
| 15. | "NC22654" antwoordt niet meer         | 1957 | Jean-Michel Charlier | Victor Hubinon  |
| 16. | Gevaar in het Noorden                 | 1957 | Jean-Michel Charlier | Victor Hubinon  |
| 17. | Buck Danny tegen Lady X               | 1958 | Jean-Michel Charlier | Victor Hubinon  |
| 18. | Aanval op Malakka                     | 1958 | Jean-Michel Charlier | Victor Hubinon  |
| 19. | De tijger van Malakka                 | 1959 | Jean-Michel Charlier | Victor Hubinon  |
| 20. | S.O.S. vliegende schotels             | 1959 | Jean-Michel Charlier | Victor Hubinon  |
| 21. | Een prototype is verdwenen            | 1960 | Jean-Michel Charlier | Victor Hubinon  |
| 22. | Geheime opdracht                      | 1960 | Jean-Michel Charlier | Victor Hubinon  |
| 23. | Vlucht naar de verloren vallei        | 1960 | Jean-Michel Charlier | Victor Hubinon  |
| 24. | Proefmodel FX 13                      | 1961 | Jean-Michel Charlier | Victor Hubinon  |
| 25. | Het ZZ eskader                        | 1961 | Jean-Michel Charlier | Victor Hubinon  |
| 26. | De Vliegende Tijgers komen terug      | 1962 | Jean-Michel Charlier | Victor Hubinon  |
| 27. | De Vliegende Tijgers schieten te hulp | 1962 | Jean-Michel Charlier | Victor Hubinon  |
| 28. | Vliegende Tijgers tegen piraten       | 1962 | Jean-Michel Charlier | Victor Hubinon  |
| 29. | Operatie "Mercury"                    | 1964 | Jean-Michel Charlier | Victor Hubinon  |
| 30. | De satellietdieven                    | 1964 | Jean-Michel Charlier | Victor Hubinon  |
| 31. | X-15                                  | 1965 | Jean-Michel Charlier | Victor Hubinon  |
| 32. | Alarm te Cape Kennedy                 | 1965 | Jean-Michel Charlier | Victor Hubinon  |
| 33. | Het geheim van de spookvliegtuigen    | 1966 | Jean-Michel Charlier | Victor Hubinon  |
| 34. | Atoomalarm                            | 1967 | Jean-Michel Charlier | Victor Hubinon  |
| 35. | Het dodenescadrille                   | 1967 | Jean-Michel Charlier | Victor Hubinon  |
| 36. | De blauwe engelen                     | 1970 | Jean-Michel Charlier | Victor Hubinon  |
| 37. | De piloot met het leren masker        | 1971 | Jean-Michel Charlier | Victor Hubinon  |
| 38. | Het dodelijke groene dal              | 1973 | Jean-Michel Charlier | Victor Hubinon  |
| 39. | Haaien in de Chinese Zee              | 1977 | Jean-Michel Charlier | Victor Hubinon  |
| 40. | (De spookkoningin) Ghost Queen        | 1979 | Jean-Michel Charlier | Victor Hubinon  |
| 41. | Operatie Apocalypsis                  | 1983 | Jean-Michel Charlier | Francis Bergèse |
| 42. | De Helle-piloten                      | 1984 | Jean-Michel Charlier | Francis Bergèse |
| 43. | Vuur uit de hemel                     | 1986 | Jean-Michel Charlier | Francis Bergèse |
| 44. | De deserteur                          | 1988 | Jean-Michel Charlier | Francis Bergèse |
| 45. | De geheimen van de Zwarte Zee         | 1994 | Jacques de Douhet    | Francis Bergèse |
| 46. | Het spooksquadron                     | 1996 | Francis Bergèse      | Francis Bergèse |
| 47. | Verboden gebied                       | 1998 | Francis Bergèse      | Francis Bergèse |
| 48. | Strijd boven de bergen                | 1999 | Francis Bergèse      | Francis Bergèse |
| 49. | De nacht van de slang                 | 2000 | Francis Bergèse      | Francis Bergèse |
| 50. | Sabotage in Texas                     | 2002 | Francis Bergèse      | Francis Bergèse |
| 51. | Mysterie in Antarctica                | 2005 | Francis Bergèse      | Francis Bergèse |
| 52. | Vermist                               | 2008 | Francis Bergèse      | Francis Bergèse |
| 53. | Zwarte Cobra                          | 2013 | Frédéric Zumbiehl    | Francis Wilnis  |
| 54. | Een schaduw in de nacht               | 2015 | Frédéric Zumbiehl    | Gil Formosa     |
| 55. | Defcon One                            | 2016 | Frédéric Zumbiehl    | Gil Formosa     |
| 56. | Vostok antwoordt niet meer            | 2018 | Frédéric Zumbiehl    | Gil Formosa     |
| 57. | Operatie vektor                       | 2019 | Frédéric Zumbiehl    | Gil Formosa     |
| 58. | Het pact                              | 2021 | Frédéric Zumbiehl    | Gil Formosa     |
| 59. | Skyborg                               | 2022 | Frédéric Zumbiehl    | Gil Formosa     |
| 60. | Air Force One                         | 2023 | Frédéric Zumbiehl    | Gil Formosa     |
| 61. | Jacht op grote hoogte                 | 2025 |                      |                 |

### Buck Danny classic
In 2014 werd begonnen met een zogenoemde "classic" reeks. Hierbij spelen de verhalen van de helden zich wederom af in het verleden.
- Frédéric Zumbiehl (scenario) en Jean-Michel Arroyo (tekenaar)

1. Sabres boven Korea, 2014
2. Duel boven Mig Alley, 2015

- Frédéric Zumbiehl, Frédéric Marniquet (scenario) en Jean-Michel Arroyo (tekenaar)

1. De spoken van de rijzende zon, 2016
2. Duivelseiland, 2017
3. Operatie ijzeren gordijn, 2018
4. Rood alarm, 2019

- Frédéric Zumbiehl, Frédéric Marniquet (scenario) en André Le Bras (tekenaar)

1. Sea Dart, 2020
2. Het adelaarsnest, 2021
3. De XF-108 Rapier, 2022
4. Molotok 41 antwoordt niet meer, 2023
5. De Rode Schaduw, 2024
6. Atomic City, augustus 2025

### Buck Danny One Shot
Voor het 70-jarig bestaan van Buck Danny werd een niet afgemaakt verhaal van Jean-Michel Charlier voltooid met behulp van een aantal schrijvers. Francis Bergèse werd ondanks dat hij gestopt was met het tekenen van de Buck Danny strips gevraagd om alsnog de tekeningen te verzorgen voor het eerste album van dit tweeluik.
- Jean-Michel Charlier, Frédéric Zumbiehl, Patrice Buendia (scenario) en Francis Bergèse (tekenaar)

1. Blackbirds 1/2 (2017)

- Frédéric Zumbiehl, Patrice Buendia (scenario), André Le Bras en Gil Formosa (tekenaars)

1. Blackbirds 2/2 (2017)